# Красновка (Зеленоградський район)
Красновка (рос. Красновка) — селище Зеленоградського району, Калінінградської області Росії. Входить до складу Красноторовського сільського поселення.
Населення — 25 осіб (2015 рік).

## Населення
| 2002 | 2010 |
| ---- | ---- |
| 23   | ↗25  |